# 上海陸戰隊
上海陸戦隊（シャンハイりくせんたい）是東宝映画製作的一部以淞滬會戰為背景的日本戰爭片（國策電影），也是一部半紀錄片。該片於昭和14年(1939年)上映。

## 劇情
該片讲述了上海海軍特別陸戰隊某部在中队长岸中尉（大日方伝饰）率领下，駐守上海公共租界北区，一边抵挡國民革命軍的进攻，一边等待援军的故事。中華民国姑娘明珠（原節子饰）几度拒绝了日军的收買，不過最后被日军所软化。

## 拍攝
在大日本帝國海軍的配合下，電影中出現了八九式中戰車、九二式重机枪等武器。該片動用了2000名群眾演員，展現上海公共租界北區難民通過外白渡橋湧入蘇州河以南的場景。原節子在拍攝時還講了幾句不太標準的上海話台詞。

## 審查和上映
由於電影最初的版本中提到上海海軍特別陸戰隊在與國民革命軍作戰時不佔優勢，並且電影中還體現了中華民國軍民抗戰的高昂情緒和戰火給平民帶來的苦難，這部電影遭到海軍省的不滿。最終在海軍省的要求下，電影副導演重新剪輯了片子。1939年5月20日，電影上映，片頭還出現「文部省推薦電影」字樣。

## 製作團隊
- 後援：海軍省
- 指導：海軍軍事普及部
- 監修：山口肇、田代格
- 製作：森田信義
- 脚本：沢村勉
- 補訂、製作主任：安達伸男
- 製作主任：大岩弘明
- 撮影：鈴木博（日语：鈴木博 (撮影監督)）
- 装置：北猛夫（日语：北猛夫）
- 編集：今泉善珠
- 演奏：海軍軍楽隊
- 指揮：内藤清五
- 演出：熊谷久虎

## 演員
中隊本部
- 大日方伝：中隊長、岸中尉
- 清川荘司：指揮小隊長前田特務少尉
- 北沢彪（日语：北沢彪）：兒玉一等水兵
- 光一（日语：光一）：廣国一等水兵
- 津田光男（日语：津田光男）：宮路一等看護兵

A陣地
- 鐵一郎：小隊長、藤堂少尉
- 柳谷寛（日语：柳谷寛）：吉川一等水兵
- 中村英雄：園田二等水兵

B陣地
- 関口八郎：小隊長、田邊特務少尉
- 佐山亮（日语：佐山亮）：中村二等水兵
- 佐伯秀男（日语：佐伯秀男）：大石一等水兵

C陣地
- 小杉義男（日语：小杉義男）：小隊長、高畑兵曹長
- 月田一郎（日语：月田一郎）：山口二等水兵
- 真木順：櫻井一等水兵
- 江藤勇：大久保二等水兵
- 三木利夫（日语：三木利夫）：古山二等水兵

大隊本部
- 鬼頭善一郎：大隊長、松本少佐

――――――――――――――――――  
- 丸山定夫（日语：丸山定夫）：新聞記者
- 原節子：明珠
- 英百合子、椿澄枝：避難民之女
- 音羽久米子（日语：音羽久米子）：舞者
- 大村千吉（日语：大村千吉）：少年兵

## 外部連結
- 上海陸戦隊 - allcinema
- 上海陸戦隊 - KINENOTE
- YouTube上的上海陸戦隊